# Gaspar de Quesada
Gaspar de Quesada (Reino de Jaén, finales del siglo XV - bahía San Julián, 7 de abril de 1520) fue un marino y explorador español que formó parte de la expedición de Magallanes como capitán de la nao Concepción. Fue  uno de los cabecillas del motín contra Fernando de Magallanes en el puerto de San Julián, lugar en el que fue ejecutado al fracasar el levantamiento.

## Biografía
El 6 de abril de 1519 fue nombrado por Carlos I capitán de la nao Concepción, una de las cinco naves de la expedición de Magallanes. La armada, después de terminar sus preparativos, parte del puerto de Sevilla el 10 de agosto de ese mismo año.
Mientras cruzaban el Atlántico, Magallanes manda prender a Juan de Cartagena, capitán de la nao San Antonio y veedor de la armada. Magallanes pone a Cartagena bajo la custodia de Luis de Mendoza, capitán de la Victoria, y a Álvaro de Mezquita al mando de la San Antonio.
La expedición se dirige por la costa sudamericana, explorando cada vez a mayor latitud, buscando sin éxito un paso al mar del Sur. El 31 de marzo de 1520 llegan al puerto de San Julián (Patagonia argentina), donde Magallanes decide pasar el invierno.
En el puerto de San Julián Magallanes deja a Juan de Cartagena bajo la custodia de Quesada. Los capitanes y oficiales de la expedición, pareciendoles inútil navegar por aquella costa y al ver que Magallanes no tomaba rumbo al cabo de Buena Esperanza, acordaron hacer un requerimiento a Magallanes. Una noche, Quesada, con el apoyo de Luis de Mendoza, pasó con una compañía de su nao a la San António y prendió a Álvaro de Mezquita, tomando el control de la nave. De esta forma, Cartagena, Quesada y Mendoza se apoderaron tres de las cinco naos de la escuadra, y presentan sus exigencias a Magallanes, que solo controlaba la Santiago y su nao, la Trinidad. Magallanes finge negociar y secretamente envía en el esquife de su nao a Gonzalo Gómez de Espinosa, su alguacil, con varios hombres armados a la Victoria, donde matan por sorpresa a Mendoza y se apoderaron de la nao sin resistencia por parte la tripulación. Al día siguiente las dos naves que quedaban en poder de los amotinados intentan hacerse a la mar pero son bloqueadas por Magallanes, que había situado sus naves a la salida de la bahía San Julián. La San Antonio se rinde tras un breve combate con la Trinidad, después lo hace la Concepción sin resistencia.
Magallanes somete a juicio a los rebeldes. Manda decapitar a Quesada por traición y descuartizar su cuerpo. El 7 de abril la condena es ejecutada por el propio criado de Quesada, Luis de Molino, para librarse de ser ahorcado por haber participado en el motín. Juan de Cartagena y Pedro Sánchez de la Reina fueron condenados al destierro, abandonados al partir la expedición del puerto de San Julián.